# Nel bene e nel male (romanzo)
Nel bene e nel male (titolo originale Rumpelstiltskin), uscito nel 1981, è un romanzo poliziesco di Ed McBain, secondo della serie dedicata all'avvocato Matthew Hope. In Italia è stato pubblicato per la prima volta nel 1984 da Arnoldo Mondadori Editore nella collana Il Giallo Mondadori con il n. 1827, ed in seguito nel 1999 nella collana I Classici del Giallo con il n. 855.

## Trama
Matthew Hope, subito dopo il divorzio dalla moglie Susan, ha iniziato una relazione sentimentale con Victoria Miller detta Vicky, cantante rock trentacinquenne che ha deciso di ritornare sulle scene dopo un lungo periodo di assenza. Al termine della serata al Greenery Club di Calusa in Florida, Matthew e Victoria si recano alla casa di lei, dove la donna aveva affidato la figlia Allison di 6 anni ad una baby-sitter.
Il giorno seguente Matthew Hope viene contattato in studio da Morris Bloom, un agente investigativo del Dipartimento di polizia di Calusa, dal quale l'avvocato apprende che Victoria è stata uccisa nella notte, picchiata a morte, mentre la piccola Allison è scomparsa, probabilmente rapita dall'assassino. Nel corso della giornata Hope riceve nel suo studio la visita di Anthony Konig, ex marito di Vicky e padre della bimba, ancora ignaro del rapimento, che desidera ottenere la figlia in affidamento.
Tuttavia Konig è molto più interessato alle disposizioni lasciate dalla moglie in caso di morte, mentre la sorte della figlioletta sembra essere un fatto di secondaria importanza. Ricevuto da Konig l'incarico di rappresentarlo legalmente, l'avvocato Hope si mette alla ricerca di un eventuale testamento lasciato da Victoria, in modo che si possa chiarire a chi vada il deposito fiduciario creato nel 1965 da Dwayne Miller, il padre della donna uccisa.

## Edizioni
- Ed McBain, Nel bene e nel male, traduzione di M. Walter, collana I Classici del Giallo Mondadori n. 855, Arnoldo Mondadori Editore,  p. 284.